# Sabatina James
Sabatina James (* 20. listopadu 1982 Dhedar), známá také jen jako Sabatina, je rakousko-pákistánská publicistka, bojovnice za lidská práva a kritička islámu.

## Život
Sabatina James žila až do svých deseti let v pákistánském Dhedaru a poté se spolu se svojí muslimskou rodinou přestěhovala do rakouského Lince. Sabatina se podmínkám v hostitelské zemi dokázala přizpůsobit velmi rychle, nicméně rodiče považovali Rakousko pouze za místo svého dočasného pobytu.
Rodina považovala její chování za příliš západní, a proto ji poslala v jejích šestnácti letech zpět do Pákistánu. Zde ji teta poslala do madrasy. Byla nucena k sňatku s vlastním bratrancem. Aby mohla vycestovat zpět do Rakouska, nejprve svolila, ale po příjezdu do Rakouska sňatek odmítla. Kvůli výhrůžkám smrtí ze strany vlastní rodiny se přestěhovala z Lince do Vídně, zvolila si novou identitu a od své rodiny se oddělila.
Konvertovala k římskému katolicismu. Jméno Sabatina James přijala po svém obrácení ke křesťanství. Pokřtít se nechala v roce 2003.
Je představitelkou organizace pro ženská práva Terre des Femmes a založila občanské sdružení Sabatina bojující za rovnoprávnost muslimských žen.

### Ocenění
Ženský magazín look! udělil Sabatině James ocenění Žena roku 2014 v kategorii ženských práv. Ocenění bylo odůvodněno založením a činností organizace prosazující rovná práva žen.
26. června 2015 obdržela od Evangelického svazu obcí ve Württembersku ocenění „Nositel naděje“. Oceněna byla její angažovanost při pomoci pronásledovaným křesťanům a ženám nuceným k sňatku. Řeč na její oslavu pronesl předseda frakce CDU/CSU v německém Bundestagu Volker Kauder.

## Dílo
- Sabatina. Vom Islam zum Christentum - ein Todesurteil, Kleindienst 2003 a 2005. ISBN 978-3-950-11518-5
- Sterben sollst du für dein Glück. Gefangen zwischen zwei Welten, Knaur 2004. ISBN 978-3-426-77754-1
- Tränenhochzeit. Muslimas zwischen Ehre und Tod - eine junge Frau klagt an, 2006. ISBN 978-3-547-71094-6
- Nur die Wahrheit macht uns frei: Mein Leben zwischen Islam und Christentum, Pattloch, München 2011. ISBN 978-3-629-02308-7
- Scharia in Deutschland: Wenn die Gesetze des Islam das Recht brechen, Knaur TB 2015.

### České překlady
- Sabatina : chtěla mě zabít vlastní rodina, Alpress (2008, 2012). ISBN 978-80-7466-020-7